# Friedel Berges
Friedel Berges   (Darmstadt, 23 d'octubre de 1903 - Darmstadt, 13 d'agost de 1969) va ser un nedador alemany que va competir durant la dècada de 1920.
En el seu palmarès destaquen quatre medalles al Campionat d'Europa de natació, tres el 1926 i una el 1927; i cinc campionats nacionals.
El 1928 va prendre part en els Jocs Olímpics d'Amsterdam, on va disputar dues proves del programa de natació. En ambdues quedà eliminat en sèries.